# Bundesanstalt für Gewässerkunde

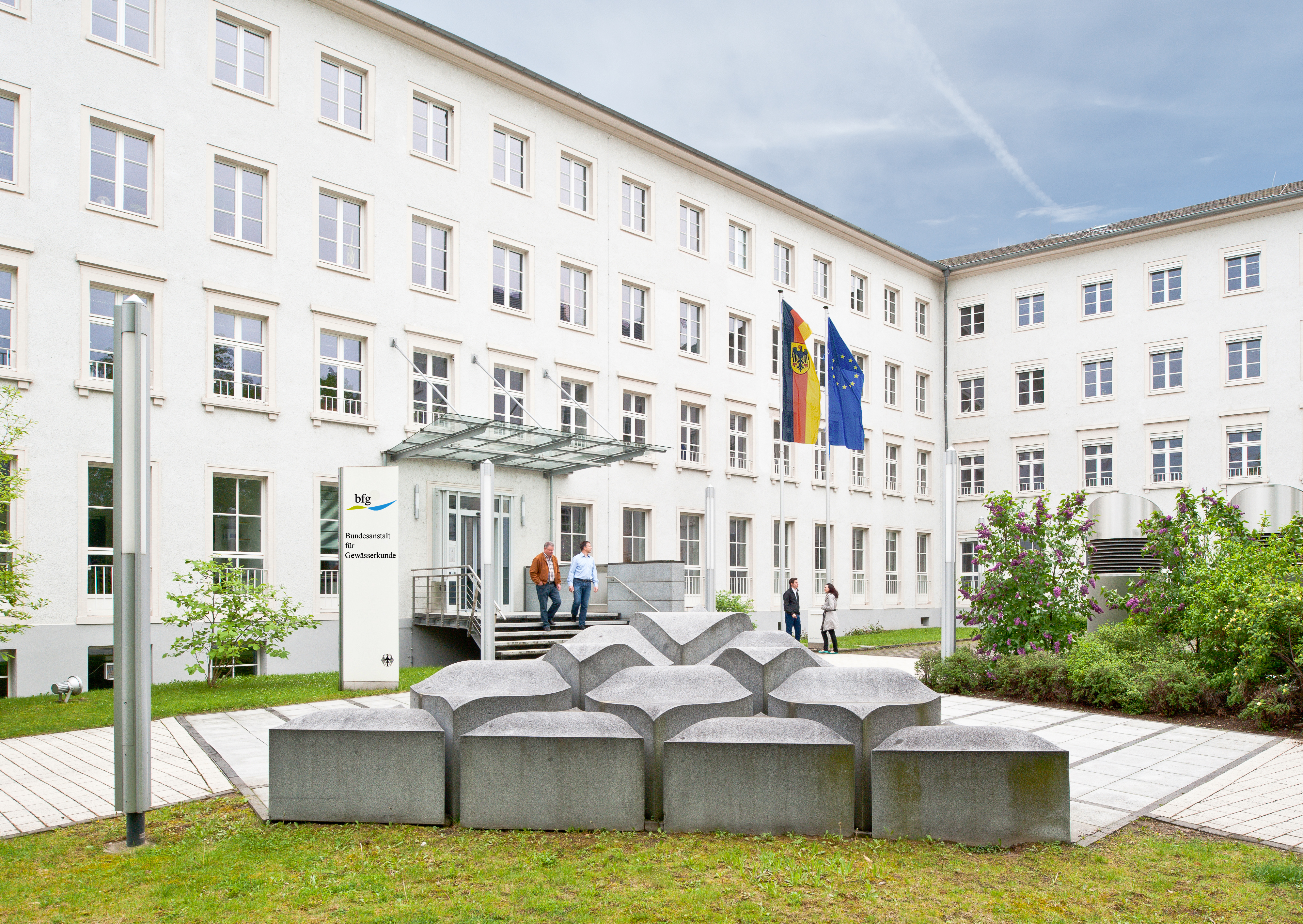
Gebäude der Bundesanstalt für Gewässerkunde in Koblenz

Die Bundesanstalt für Gewässerkunde (BfG) ist eine Ressortforschungseinrichtung im Geschäftsbereich des Bundesministeriums für Verkehr mit Sitz in Koblenz und Dienststelle in Hamburg. Sie berät, begutachtet, forscht und entwickelt Lösungen rund um die Gewässersysteme. Dabei stellt die BfG fachlich fundierte, evidenzbasierte Informationen für die Bundesregierung bereit.

## Aufgaben
An der Schnittstelle von Wissenschaft-Politik-operativer Verwaltung-Gesellschaft bringen die BfG-Experten ihre jeweiligen Expertisen ein. Umgekehrt werden gesellschaftspolitisch relevante Fragestellungen seitens der BfG aufgegriffen, um anhand konkreter Projekte vorausschauende Handlungsoptionen und praxisorientierte Lösungen für staatliche Maßnahmen zu erarbeiten. Die Klimakrise und die Biodiversitätskrise zählen zu den Fragestellungen, an denen die BfG arbeitet. Auswirkungen gibt es in fast allen Bereichen des Staates, der Gesellschaft, Wirtschaft, Kultur und Umwelt. Deutlich wird dabei, dass sich die nationalen und globalen Herausforderungen nur in wissenschaftlich vernetzten Strukturen lösen lassen. So ist die BfG als Teil der nationalen und internationalen Wissenschaftslandschaft in verschiedenste Kooperationen und Netzwerke eingebunden, die ressortübergreifend Lösungsansätze erarbeiten und die verschiedenen fachlichen Expertisen integrieren. Dazu zählen gerade in der heutigen Zeit Extremereignisse wie Hoch- und Niedrigwasser, die Wasserqualität oder eine ökologische Entwicklung von Gewässern mit ihren Ufern und Auen.

## Organisation
Bei der BfG sind 450 Mitarbeiter in fachwissenschaftlichen Organisationsbereichen tätig. Diese verteilen sich auf drei Fachabteilungen, untergliedert in 13 Referate. Die Referate Z1 (Organisation, Personal, Innerer Dienst), Z2 (Informationstechnik) und Z3 (Justiziariat, Haushalt, Vergabe, Beschaffung) sind in der Abteilung Z „Zentraler Service“ gebündelt. Sie nehmen Service- und Querschnittsaufgaben wahr und unterstützen so die fachliche Arbeit in der BfG. Das Referat C ist als Stabsstelle für Controlling und Öffentlichkeitsarbeit direkt der Präsidentin zugeordnet und unterstützt diese bei Steuerungs- und Leitungsaufgaben.
Zudem sind innerhalb der BfG drei internationale Bereiche angesiedelt: Das Internationale Zentrum für Wasserressourcen und Globalen Wandel (ICWRGC), das Global Runoff Data Centre (GRDC) und der deutsche Beitrag zum International Hydrological Programme (IHP) der UNESCO und zum Hydrology and Water Resources Programme (HWRP) der Weltorganisation für Meteorologie.

## Geschichte
Nach Ende des Zweiten Weltkrieges wurde im Jahr 1948 die Forschungsanstalt für Gewässerkunde in Bielefeld gegründet. Sie entstand als fachliches Nachfolgeinstitut der 1902 in Berlin gegründeten Preußischen Landesanstalt für Gewässerkunde (die nachfolgenden Informationen stammen aus der Festschrift zum 50-jährigen Jubiläum der BfG). Im Jahr 1949 wurde diese mit Gründung der Bundesrepublik Deutschland in „Bundesanstalt für Gewässerkunde“ umbenannt und dem Geschäftsbereich des Bundesverkehrsministeriums (BMV) zugeordnet. Im Jahr 1951 erfolgte der Erlass des BMV zur Wahrnehmung der Aufgaben der Wassergütewirtschaft an den Bundeswasserstraßen. Im Jahr 1968 wurde das Bundeswasserstraßengesetz verabschiedet. Dieses regelt im Abschnitt 10 § 45, dass die Wasserstraßen- und Schifffahrtsverwaltung des Bundes (WSV)  dieses Gesetz durchführt. Die BfG steht als fachtechnische Behörde der WSV zusammen mit der Bundesanstalt für Wasserbau zur Beratung zur Verfügung.
1973 erschien die interministerielle Vereinbarung mit neun Bundesressorts über die Zuständigkeit der BfG für die Durchführung von gewässerkundlich-wasserwirtschaftlichen Untersuchungs- und Forschungsaufgaben, insbesondere für den Umweltschutz. Die Vereinbarung des Verkehrsministeriums mit dem Auswärtigen Amt zur Ansiedlung des Deutschen UNESCO Intergovernmental Hydrological Programme (IHP)-Nationalkomitees und seines Sekretariats bei der BfG wurde im Jahr 1974 unterzeichnet. 1979 erfolgte die Vereinigung von IHP mit dem Operational Hydrological Programme (OHP) gefolgt von der Vereinbarung über die interministerielle Zusammenarbeit mit der BfG zwischen dem Bundesminister des Innern (BMI) und dem BMV zu den Themen Wassergüte, Grundwasser, IHP, Wasserwirtschaft und Waschmittel im gleichen Jahr.
1986 erließ die damalige Bundesregierung das Strahlenschutzvorsorgegesetz. Für die Erfüllung von Aufgaben des Bundes nach § 2 Abs. 1 für den Bereich Bundeswasserstraßen außer Küstengewässern (Wasser, Schwebstoffe, Sediment) ist seitdem die BfG zuständig. Das Global Runoff Data Centre (GRDC) entstand auf Erlass des BMV im Jahr 1988 und ist seitdem ebenfalls an der BfG ansässig.
1990 erfolgte die Neuorganisation der BfG in drei Fachabteilungen (M, G und U), Zentralbereich und IHP/OHP-Sekretariat. In diesem Jahr erfolgte auch der Zusammenschluss der BfG mit dem Institut für Wasserwirtschaft der DDR mit Noch-Außenstelle in Berlin. Diese wurde 2002 geschlossen. Davor, im Jahr 1998, erfolgte eine nochmalige Neuorganisation der BfG in drei Fachabteilungen (M, G und U), Zentralbereich und IHP/OHP-Sekretariat. Zusätzlich wurde eine Stabsstelle „Controlling, Öffentlichkeitsarbeit“ geschaffen. 2008 evaluierte der Wissenschaftsrat die BfG zum ersten Mal.
Im Jahr 2014 wurde die BfG Standort des Internationalen Zentrums für Wasserressourcen und Globalen Wandel (ICWRGC) der UNESCO. 2015 beschlossen das Eisenbahn-Bundesamt und die BfG in einer Verwaltungsvereinbarung, dass die BfG als Gutachter und Obergutachter für das Eisenbahn-Bundesamt auftritt. Die BfG berät das Eisenbahn-Bundesamt in Grundsatz- und in Einzelfragen der Hydrogeologie und Wasserbewirtschaftung, welche im Rahmen von Planrechtsverfahren und der umweltfachlichen Bauüberwachung für Betriebsanlagen der Eisenbahn des Bundes entstehen.
Laut der im Jahr 2017 erlassenen Verordnung über die Zuständigkeiten von Bundesbehörden im integrierten Mess- und Informationssystem für die Überwachung der Umweltradioaktivität nach dem Strahlenschutzgesetz ist die BfG fortan im Bereich der Bundeswasserstraßen außer Küstengewässern für die Ermittlung der Radioaktivität in Wasser, Schwebstoffen und Sediment zuständig. Zudem fungiert die Behörde als Leitstelle zur Überwachung der Umweltradioaktivität für den Bereich oberirdische Binnengewässer. 2017 beschlossen das Bundesumweltministerium (BMU) und das Bundesverkehrsministerium in einer Verwaltungsvereinbarung, dass die BfG das BMU bei dessen Aufgabenwahrnehmung im Bereich der Wasserwirtschaft sowie zur grenzüberschreitenden und internationalen Wasserkooperation unterstützt.